# Меркиш-Одерланд (район)
Меркиш-Одерланд (нем. Märkisch-Oderland) — район в Германии. Центр района — город Зелов. Район входит в землю Бранденбург. Занимает площадь 2128 км². Население — 190,9 тыс. чел. (2018). Плотность населения — 91 человек/км².
Официальный код района — 12 0 64.
Район подразделяется на 45 общин.

## Города
1. Штраусберг
2. Нойенхаген
3. Хоппегартен
4. Рюдерсдорф
5. Петерсхаген/Эггерсдорф
6. Бад-Фрайенвальде
7. Фредерсдорф-Фогельсдорф
8. Альтландсберг
9. Врицен
10. Мюнхеберг
11. Зелов
12. Лечин

## Общины
Управление Барним-Одербрух
1. Одерауэ
2. Нойтреббин
3. Прётцель
4. Блисдорф
5. Нойлевин
6. Райхенов-Мёглин

Управление Гольцов
1. Кюстринер-Форланд
2. Альт-Тухебанд
3. Гольцов
4. Цехин
5. Блайен-Геншмар

Управление Зелов-Ланд
1. Фирлинден
2. Линдендорф
3. Фалькенхаген
4. Литцен
5. Фихтенхёэ

Управление Лебус
1. Лебус
2. Цешдорф
3. Подельциг
4. Райтвайн
5. Треплин

Управление Меркише-Швайц
1. Рефельде
2. Букков
3. Обербарним
4. Вальдзиверсдорф
5. Гарцау-Гарцин

Управление Нойхарденберг
1. Нойхарденберг
2. Гузов-Платков
3. Меркише-Хёэ

Управление Фалькенберг-Хёэ
1. Фалькенберг
2. Хёэнланд
3. Хеккельберг-Брунов
4. Байерсдорф-Фройденберг